# 富山グラウジーズの選手一覧
プロバスケットボールリーグ・Bリーグの富山グラウジーズに所属する選手の一覧。

## 歴代ヘッドコーチ
1. 松永渉（ - 2002年）
2. 橘正規（2002年 - 2006年）
3. 福島雅人（2006年 - 2008年）
4. 石橋貴俊（2009年）
5. チャールズ・ジョンソン(2009年 - 2010年）
6. 衛藤晃平（2010年 - 2011年）
7. 下地一明 （2011年 - 2012年）
8. ボブ・ナッシュ （2012年 - 2017年）
9. ミオドラグ・ライコビッチ （2017年 - 2018年）
10. ドナルド・ベック （2018年 - 2020年）

## 過去の所属選手
- 武井修志(2006-07)
- ナイル・マーリー(2006-07)
- 黒田祐(2000-2007)
- 石橋貴俊(2000-2007)
- ネイト・ジェームス
- 陰承民
- ハン・デキュン
- 辻内伸也
- ウカ・アグバイ
- チャズ・スパイサー
- 呉屋貴教(2006-2008、2015-2016)
- 小川伸也(2007-2008)
- ロビー・ジョイナー
- 根間洋一
- ジェラルド・キャノン
- 野尻晴一
- ジャマー・ブラウン
- ロドニー・ウェブ
- ババカ・カマラ
- 蒲谷正之
- 橘佳宏(2007-09,11)
- マリオ・ジョインター
- テレンス・ウッドヤード
- ソン・ジェイク
- ショーン・ブラウン
- ジェロッド・ワード
- 太田和利
- 西垣仁貴
- 比留木謙司
- 宍戸治一(2008-09)
- ケビン・スティンバージ
- カービー・レモンズ(2009-10)
- ジェーソン・アーベィ
- 友利健哉(2009-10)
- ビラル・アブドラ(2010)
- ヨハン・ コリンズ(2010)
- ブランドン・トーマス
- 高橋昌史(2009-10)
- ジェーソン・アンダーウッド
- 熊谷渡(2009-10)
- ジョン・デービス(2010-11)
- 吉村隆宏(2008-11)
- マシュー・カイル(2010-11)
- 庄司顕人(2010-11)
- 東勝彦(2010-11)
- ジェレル・スミス(2010-11)
- 白田敏人(2010-11)
- 加藤真(2009-12)
- 高野慶治(2009-12)
- ブライアン・ハーパー(2010-12)
- ハキーム・ジョンソン(2010-12)
- 山城拓馬(2010-12)
- 城宝匡史(2011-17、2020-21)
- デビン・サーシー(2011-12)
- ラリー・ターナー(2011-12)
- ブロック・ギリスピー(2012)
- マルコム・ホワイト(2012)
- 堀川竜一（2002-05、2011-13）
- エンジェル・ガルシア（2012-13,2016）
- ブランドン・コール（2012-13）
- ジェレミー・ジェイコブ（2012-13）
- 秋山剛士（2012-13）
- ジョシュ・ベンソン（2013-14）
- 奥平貴也（2012-14）
- アイラ・ブラウン（2011-14）
- ジョッシュ・グロス（2013-14）
- 福田幹也（2013-14）
- ジブリエル・チャム（2014）
- キーオン・カーター (2014-2015)
- 藤江建典(2012-2015)
- 亀﨑光博(2012-2015)
- 俊野佳彦(2014-2015)
- 稲垣敦(2013-2015)
- ジャメル・ホーン(2014-2015)
- ジョー・ワーナー(2014-2015)
- ジャメイン・ディクソン(2015)
- 本谷篤司(2015)
- デューク・クルーズ(2015-2016)
- 田中大地(2014-2016)
- 武田倫太郎(2015-2016)
- 澤地サミュエル・ジュニア(2015-2016)
- アール・バロン（英語版）(2016)
- 山崎稜(2015-17)
- 嶋田基志(2016-17)
- 岡田優(2016-18)
- 小原翼(2016-18)
- 橋本尚明(2017-18)
- 上江田勇樹(2017-18)
- 青木ブレイク(2017-18)
- 中村太地(2018)
- 田中健介(2015-18)
- 宮永雄太(2016-18)
- サム・ウィラード(2013-2018)
- ドリュー・ヴァイニー

(2015-18)
- デクスター・ピットマン

(2016-18)
- 関口サムエル(2018)
- 青野文彦(2018-19)
- 大塚裕土(2017-19)
- アラン・ハーンドン(2019)
- ダニエル・オルトン(2019-20)

- 松山駿(2019-20)
- アイザック・バッツ(2020)
- レオ・ライオンズ(2018-20)
- ジョシュ・ペッパーズ(2019-20)
- 山田大治(2018-20)
- 菅澤紀行(2019-20)
- 船生誠也(2018-20)
- 葛原大智(2017-20)

### bjリーグ参戦前の所属選手
- 星野博之
- 酒匂博臣